# 마이크로-스타 인터내셔널

보조 로고

마이크로-스타 인터내셔널(영어: Micro-Star International Co., Ltd, MSI, 중국어: 微星科技股份有限公司)은 대만의 다국적 정보 기술 기업이다. 1986년 8월 4일 조셉 쉬, 진스 황, 프랭크 린, 케니 유, 헨리 루 다섯 명의 창립자에 의해 설립되었으며 세계적인 컴퓨터 부품 제조회사로 노트북, 데스크톱, 메인보드, 그래픽 카드, 올인원 PC, 서버/워크스테이션, 산업용 컴퓨터, PC 주변기기, 자동차 인포테인먼트 제품 등 컴퓨터 하드웨어는 물론 관련 제품 및 서비스를 설계, 개발 및 제공한다. 대만 신베이시에 본사가 있다.
이 회사는 대만 증권거래소에 상장되어 있다. MSI는 대만 신베이시에서 처음 사업을 시작하여 이후 중국으로 확장하여 2000년 선전에 바오안구 공장을 설립하고 2001년 쿤산시에 연구개발 시설을 설립했다. 또한 북아메리카, 중앙/남아메리카, 아시아, 오스트레일리아, 유럽 지역에서 글로벌 보증 서비스를 제공한다.
MSI 한국 지사는 서울시 영등포구에 위치해 있으며 "㈜MSI코리아"라는 이름으로 운영하고 있다.

## 운영
대만 신베이시 중허구에 있는 MSI 사무실은 회사의 본사 역할을 하며 다양한 부서와 서비스를 수용하고 있다.
처음에는 대만 공장에서 제조가 이루어졌으나 다른 곳으로 이전되었다. 많은 MSI 그래픽 카드는 중국 본토에 있는 공장에서 제조된다.
이 회사는 미주, 유럽, 아시아, 호주 및 남아프리카에 지사를 두고 있다. 2015년 현재 이 회사는 120개국 이상에서 글로벌 입지를 확보하고 있다.
MSI와 시르마 SGS는 2025년 1월 10일 첸나이에서 노트북을 제조하기 위한 협력을 발표했다. MSI는 기술 이전을 통해 시르마 SGS에 인도 현지 생산을 지원할 예정이다.

## 제품

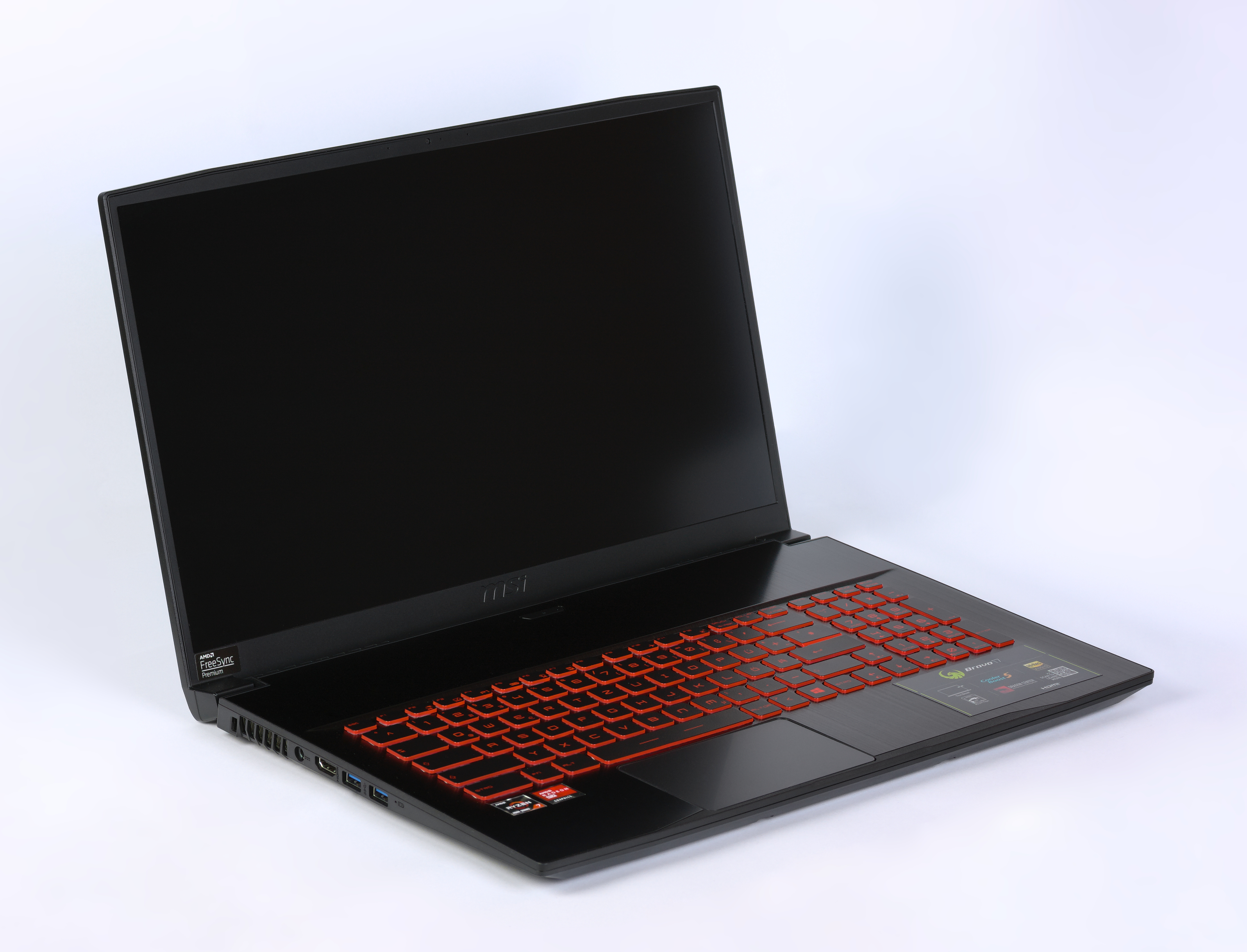
MSI 브라보 노트북

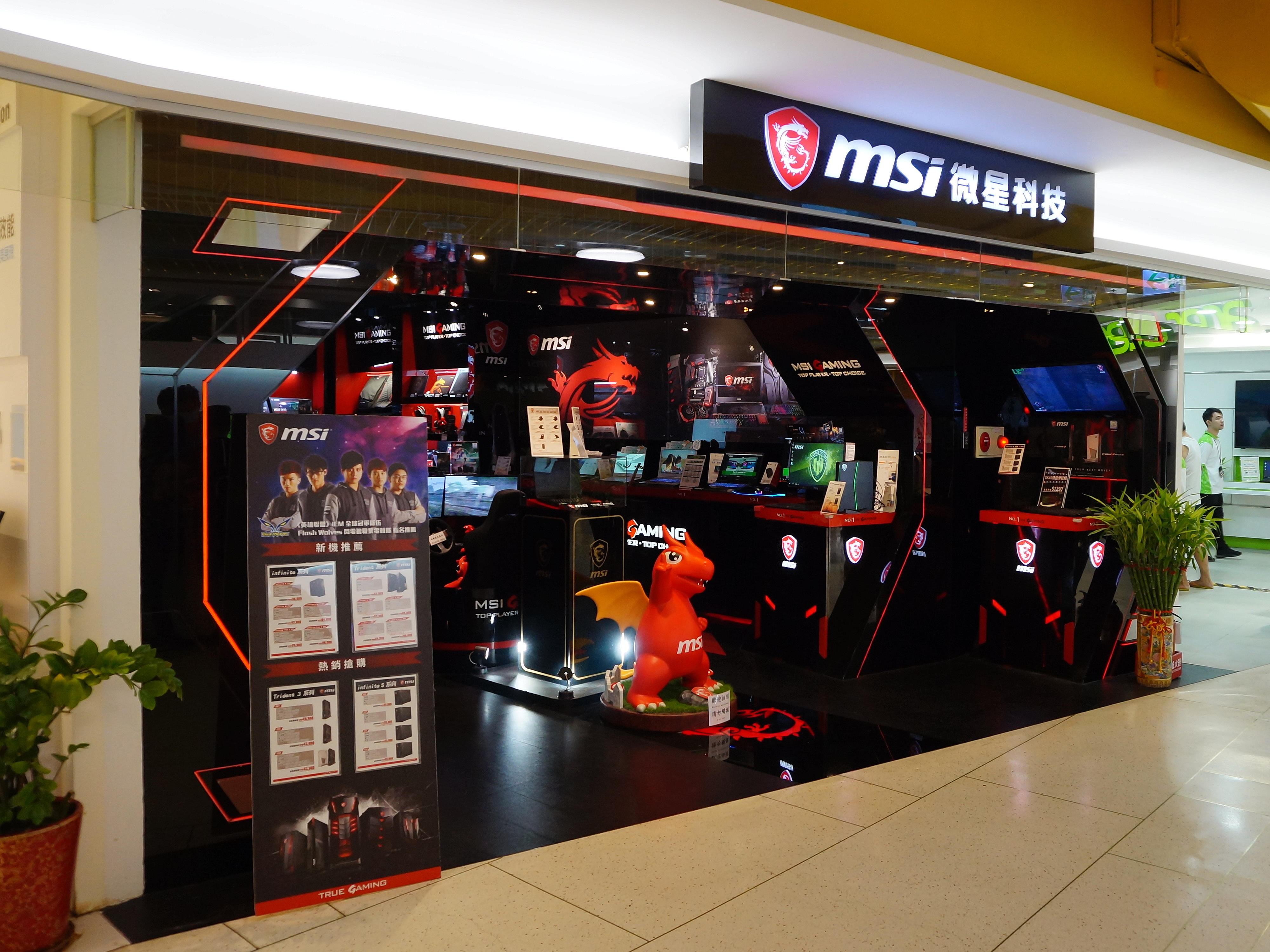
MSI 스토어. MSI 드래곤 '럭키'가 입구에서 고객들을 맞이한다.

회사는 컴퓨터 메인보드와 그래픽 카드 개발 및 제조로 명성을 쌓았다. 2008년에는 차량용 인포테인먼트 시장을 위한 자회사 펀토로를 설립했다. 게이머와 콘텐츠 크리에이터를 위한 노트북, 데스크톱, 모니터, 메인보드, 그래픽 카드, 전원 공급 장치, 컴퓨터 케이스 및 수랭 쿨러, 올인원 PC, 모바일 워크스테이션, 서버, IPC, 멀티미디어 주변 기기, 차량용 인포테인먼트, 자율 이동 로봇 등 다양한 컴퓨터 및 기술 관련 제품을 제공한다.
2000년에 MSI는 첫 셋톱 박스 제품(MS-5205)을 출시했고, 2003년에는 첫 펜 태블릿 PC 제품(PenNote3100)을, 2004년에는 첫 노트북 제품(M510C)을 출시했다. 2009년에는 첫 울트라 슬림 노트북(X320)을 및 첫 올인원 PC(AP1900)를 출시했다.
MSI는 2003년에 MEGA라는 이름의 첫 디지털 오디오 플레이어를 출시했다.
2008년에 MSI는 프나틱을 후원하며 PC 게임 시장에 진출했다. GAMING 시리즈는 게이머와 파워 유저를 위해 설계된 노트북, 데스크톱, 메인보드, 그래픽 카드, 올인원 PC 및 게임 주변 기기를 특징으로 한다.
이 회사는 다수의 e스포츠 팀을 후원했으며, 국제 게임 이벤트인 MSI 마스터즈 게이밍 아레나(이전 MSI 비트 IT)를 개최하기도 한다. 가장 초기의 비트 IT 토너먼트는 2010년으로 거슬러 올라가며, 이블 지니어스가 챔피언십을 차지했다.
2015년, MSI는 시선 추적 기술 회사인 토비와 협력하여 시선 추적 게이밍 노트북을 제작했다.
2016년 초, MSI는 HTC와의 협력을 발표하고 가상 현실 경험을 제공하는 Vive Ready 시스템을 공개했다.
MSI는 2018년 IFA에서 크리에이터 중심 노트북을 선보이며 콘텐츠 제작 분야로 사업 범위를 확장했다.<
2003년에 MSI는 선반형 스테레오 컴퓨터 하이브리드인 "메가 PC"를 출시했다. 전면 패널은 스테레오와 유사하며 후면에는 데스크톱 컴퓨터 커넥터가 있다.
2017년 MSI는 머스텍과 노트북 유통 계약을 체결했다. 같은 해 4월, MSI는 커세어 (기업), 스틸시리즈, 지스킬, 쿨러 마스터, 인윈(InWin), 팬텍스 등을 포함하는 MSI 미스틱 라이트 싱크(Mystic Light Sync)를 통해 RGB 생태계 생성을 위한 인증 파트너를 선정했다.
또한 2017년 4월, MSI는 재능 있는 e스포츠 팀을 발굴하기 위해 "조인 더 드래건"(Join the Dragon) 팀 후원 프로그램을 시작했다. 이들은 2018년 ESL 원 이벤트를 위해 ESL (기업)과 파트너십을 맺었고 카운터-스트라이크: 글로벌 오펜시브(Counter-Strike: Global Offensive) 캘린더의 가장 큰 이벤트 중 하나인 ESL 원 쿨롱 2018(ESL One Cologne 2018)의 공식 파트너가 되었다. MSI는 2018년 8월 메서드 이스포츠(Method eSports) 조직을 후원했다. MSI는 ESL과 제휴하여 MGA 2018 그랜드 파이널을 뉴욕에서 개최했다. 카자흐스탄의 AVANGAR가 우승을 차지했다.
MSI와 유비소프트는 2019년 어쌔신스 크리드 오디세이(Assassin's Creed Odyssey)와 톰 클랜시의 디비전 2(Tom Clancy's The Division 2)에서 앰비언트 링크(Ambient Link, 동기화된 게임 조명)를 공동으로 선보였다.
2020년 9월 MSI는 "Modern", "Prestige" 및 "Summit" 라인의 새로운 비즈니스 지향 노트북 라인과 이러한 모델에 대한 새로운 로고를 공개했다.
MSI는 2008년 대만 글로벌 브랜드 상위 20위, 2011년 대만 상위 100대 브랜드 중 하나로 선정되는 등 수년에 걸쳐 수상과 인정을 받아왔다. 2015년 노트북 매거진은 MSI를 업계 4위의 노트북 브랜드로 선정했다. 토폴로지 리서치 인스티튜트(Topology Research Institute)에 따르면 MSI는 2016년 전 세계 최대 게이밍 노트북 공급업체였다. MSI는 2013년에도 15년 연속 타이완 엑설런스(Taiwan Excellence) 상을 수상했다. 2018년 8월 MSI는 2018년 최고의 게이밍 노트북 브랜드로 선정되었다. 노트북 매그. GS65 스텔스 씬(Stealth Thin) 및 GE63 레이더(Raider) RGB 노트북의 새로운 디자인은 100점 만점에 84점을 획득하여 1위를 차지했다.
2020년 10월 7일, MSI는 자회사 스탈릿(Starlit)이 MSI에서 만든 엔비디아 RTX 3080 및 3090 GPU를 스캘핑하고 이베이에서 MSRP보다 높은 가격에 판매한다는 공개 성명을 발표했다.
2022년 러시아의 우크라이나 침공 당시 MSI는 러시아 시장에서 철수를 거부했다. 예일 대학교의 제프리 소넨펠드 연구에 따르면 MSI는 예일 CELI 기업 목록의 "잔류 - 철수 또는 활동 축소 요구 무시" 범주에 속하며, 이 데이터베이스에 포함된 유일한 대만 회사이다. MSI는 2022년 3월 28일 성명을 발표하여 러시아에서의 판매 및 운영과 관련하여 모든 국제 규정을 준수한다고 주장했다.
컴퓨텍스 2023에서 MSI는 메르세데스-AMG와 협력하여 자사 알파 17 게이밍 노트북의 스페셜 에디션을 공개했다. 이 한정판 모델은 AMG 퍼포먼스 브랜드에서 영감을 받은 디자인 요소를 특징으로 하며, 메르세데스-AMG의 미학과 럭셔리를 고성능 게이밍 하드웨어와 통합했다. 이 파트너십은 속도, 정밀성, 최첨단 기술에 대한 두 브랜드의 집중을 강조한다.
2024년, MSI 게이밍 아레나는 동남아시아에서 도타 2 e스포츠 토너먼트를 개최했다. 팀들은 9월 27일부터 10월 6일까지 예정된 온라인 플레이오프를 위해 지역 예선을 통해 선정되었다.
2023년 8월에 방영된 디스커버리 다큐멘터리 《e스포츠: 새로운 왕의 부상》은 게임이 저명한 스포츠로 급변하는 과정을 조명한다. 이 다큐멘터리는 하드웨어 및 냉각 기술 분야에서 MSI의 기여에 초점을 맞추면서 ESL 원 뉴욕 및 MSI MGA 결승과 같은 이벤트도 보여준다. 이 프로그램은 하드웨어 판매를 주도하는 PC 게임의 역할과 제조업체와 e스포츠 토너먼트 간의 파트너십 증가를 강조한다.
MSI는 컴퓨팅 성능 향상을 위한 6개의 성능 코어를 특징으로 하는 인텔 제온 프로세서 기반의 새로운 서버 플랫폼을 출시했다. 이 서버는 AI, 데이터 처리 및 클라우드 컴퓨팅 기능을 향상하도록 설계되었다. 새로운 플랫폼은 고성능 컴퓨팅 환경을 위한 확장성과 첨단 기술에 대한 MSI의 집중을 강조한다.
2024 타이베이 오토쇼에서 MSI는 새로운 스마트 전기차(EV) 충전기 라인업을 공개했다. 이 라인업에는 미국 및 유럽 충전 표준과 호환되는 EV 라이프 충전기를 포함한 가정용 및 상업용 모델이 포함된다. MSI의 상업용 충전기는 번호판 인식 기반의 주차 관리와 같은 결제 옵션 및 고급 관리 기능을 제공한다. 또한 EV AI 충전기는 타이완 엑설런스 상을 수상했다.

## 역대 CEO
- 찰스 장 (2019년 1월 1일–2020년 7월 7일)
- 진스 황 (2020년 7월 8일–현재)

## 후원
회사는 한때 e스포츠 팀인 프나틱 및 클라우드9와 제휴했다.
또한 METHOD, PENTA Sports, Energy eSports, HWA Gaming, yoe Flash Wolves, NXA-Ladies, Vox Eminor, DeToNator, Team Infused, Aperture Gaming, Phoenix GaminG, Karmine Corp, Aiolikos FC 등 전 세계 여러 e스포츠 팀을 후원했다.
MSI는 2022년 2월 몬스터 에너지 야마하 MotoGP와 파트너십을 맺고 MotoGP 시즌 동안 PC 하드웨어로 팀을 지원한다고 발표했다.

## 같이 보기
- 대만의 기업 목록